# Graal

Il Sacro Graal, tenuto in mano da Maria Maddalena, dipinto di Dante Gabriel Rossetti (1874)

Il Graal (scritto talora anche Gral) o, secondo la tradizione medievale, il Sacro Graal o Santo Graal, è la leggendaria coppa con la quale Gesù celebrò l'Ultima Cena e nella quale Giuseppe di Arimatea raccolse il sangue sgorgato dal suo costato trafitto dalla Lancia del centurione romano Longino durante la crocifissione.
Il termine si suppone derivi dal latino medievale gradalis o dal greco κρατήρ (kratḗr «vaso») e designa in francese antico una coppa o un piatto. Il termine italiano corrispondente è gradale.
Da un punto di vista simbolico, il Graal allude al possesso di una conoscenza esoterica o iniziatica, che da un lato viene elargita gratuitamente da Dio, ma dall'altro comporta una conquista riservata a coloro in grado di accoglierne il mistero, degni dell'enorme potere magico in essa racchiuso. Come sintetizzato da Étienne Gilson:
(Étienne Gilson, La mystique de la gràce dans la Queste del Saint Graal, in "Les Idées et les lettres", Parigi, Vrin, 1955, pag. 78)

## La leggenda
Lo sviluppo della leggenda del Graal è stato tracciato in dettaglio dalla ricerca storiografica: si tratterebbe di una tradizione orale gotica, derivata forse da alcuni racconti sotto forma di romanzo tra la fine del XII secolo e l'inizio del XIII secolo. Gli antichi racconti sul Graal, dotato di poteri miracolosi come la guarigione, il ringiovanimento, l'abbondanza, sarebbero stati imperniati sulla figura di Parsifal e del re Pescatore, per poi intrecciarsi con il ciclo arturiano.

### Origini precristiane
Il mito del calice o piatto di Gesù Cristo affonderebbe le sue radici in epoche remote antecedenti al Medioevo, risalendo ad antiche saghe celtiche intorno ad un eroe viaggiatore che si ritrova in un "altro mondo", su un piano magico parallelo al nostro. In questi racconti il Graal era semplicemente un piatto o una coppa, come l'inesauribile cornucopia greco-romana, rappresentato per significare la natura spirituale dell'aldilà.
Come raccontano i Vangeli sinottici (Matteo 26,26-29; Marco 14,22-25; Luca 22,15-20), durante l'Ultima Cena Gesù prese il pane, lo spezzò, lo diede ai suoi discepoli e disse: «Prendete e mangiatene tutti, questo è il mio corpo offerto in sacrificio per voi»; poi prese il calice, rese grazie, lo diede ai suoi discepoli e disse: «Bevetene tutti, perché questo è il Mio Sangue dell'alleanza versato per voi e per tutti in remissione dei peccati».
Fu solo dopo che il ciclo dei romanzi del Graal si fu costituito, che la coppa venne identificata con quella dell'ultima cena di Gesù Cristo, collegando l'etimologia dei termini francesi san greal («Sacro Graal») e sang real («sangue reale»).
Tra gli autori di questo collegamento vi è Jacopo da Varagine, il quale nel 1260 circa racconterà nella Legenda Aurea che, durante la prima Crociata (del 1099), i Genovesi trovarono il calice usato da Gesù nell'Ultima Cena.

Uno dei primi reperti a cui si attribuì la leggenda, poi detta "del Graal", fu infatti quello che ad oggi viene chiamato il Sacro Catino: si tratta di un vaso, intagliato in una pietra verde brillante e traslucida, recuperato dal condottiero della Repubblica di Genova Guglielmo Embriaco Testadimaglio dalla Terrasanta, quando al fianco di Goffredo di Buglione contribuì in maniera decisiva alla caduta di Gerusalemme. Re Baldovino fece scrivere sopra la porta del Santo Sepolcro: Praepotens Genuensium Praesidium, a ricordo della incredibile impresa dei Genovesi, e riportò nel 1101 il reperto, che è ancor oggi conservato al Museo del Tesoro della cattedrale di San Lorenzo a Genova.

### Il Canone letterario del Graal

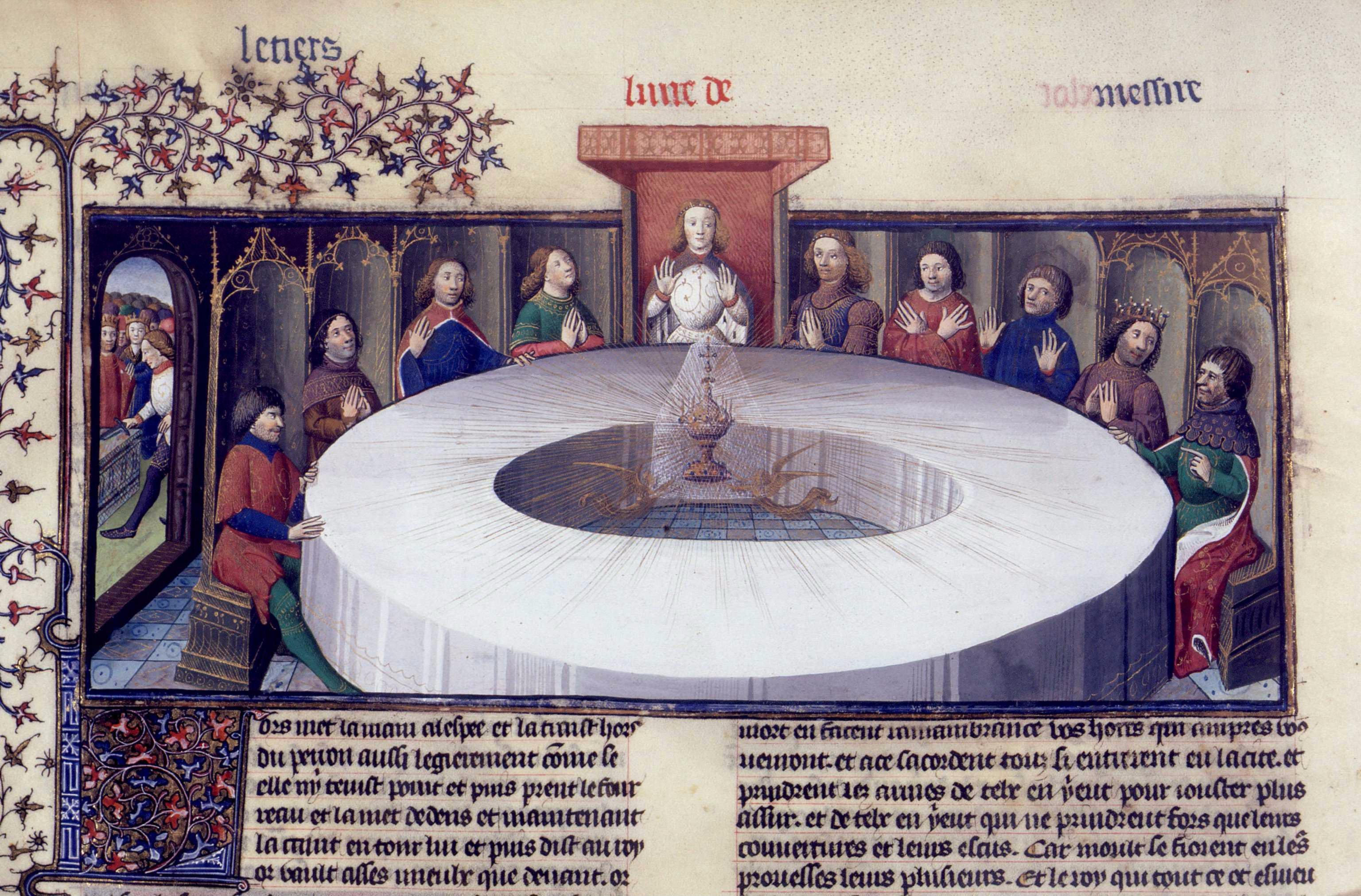
Apparizione del Sacro Graal tra i Cavalieri della Tavola Rotonda (miniatura da un manoscritto, Parigi, XV secolo)

I romanzi del Graal furono originariamente scritti in francese e successivamente tradotti nelle altre lingue europee, senza l'aggiunta di nuovi elementi.

#### IlParsifaldi Chrétien
Il Graal appare per la prima volta sotto forma letteraria nel Perceval ou le conte du Graal di Chrétien de Troyes (XII secolo). In questo racconto il Graal non viene definito "sacro" e non è ancora identificato col Calice contenente il Sangue di Cristo. Non si sa neppure di preciso che forma abbia perché Chrétien, descrivendo il banchetto nel castello del Re Pescatore, dice semplicemente che «un graal antre ses deus mains / une dameisele tenoit» («un graal tra le sue due mani / una damigella teneva») e descrive le pietre preziose incastonate nell'oggetto d'oro. Il Graal viene citato di nuovo in una delle scene finali, quella in cui un eremita rivela a Perceval che il Graal reca un'Ostia, nutrimento spirituale, per il padre del Re Pescatore.
Il racconto del Re Pescatore riguarda un re zoppo la cui ferita alla gamba rende la terra sterile. L'eroe (Gawain, Percival, o Galahad) incontra il re pescatore ed è invitato ad una festa al castello. Il Graal è ancora presentato come un vassoio di abbondanza ma è anche parte di una serie di reliquie religiose, tra cui una lancia che stilla sangue (da alcuni interpretata come la Lancia di Longino) ed una spada spezzata. Lo scopo delle reliquie è di incitare l'eroe a porre domande circa la loro natura e quindi rompere l'incantesimo del re infermo e della terra infruttuosa, ma l'eroe invariabilmente fallisce nell'impresa.

#### Giuseppe d'Arimateadi Robert de Boron
Fu Robert de Boron, nel suo Joseph d'Arimathie composto tra il 1170 e il 1212, ad aggiungere il dettaglio, non presente nei Vangeli canonici né negli apocrifi, che il Graal sarebbe la coppa usata nell'Ultima Cena, la stessa nella quale Giuseppe d'Arimatea avrebbe poi raccolto le gocce di Sangue del Cristo sulla croce, uscite dalla ferita infertagli dal centurione, poco prima che il suo Corpo venisse lavato e preparato per essere sepolto.
Giuseppe avrebbe quindi lasciato la Palestina per rifugiarsi nelle Isole britanniche, portando con sé il Sacro Graal, raggiungendo la valle di Avalon (identificata già con Glastonbury) che sarebbe diventata la prima Chiesa Cristiana oltre la Manica.
Qui lui avrebbe affidato il Graal al proprio cognato di nome Hebron, detto anche il «Re Pescatore», il quale a sua volta l'avrebbe trasmesso ai suoi discendenti, ogununo denominato col suo stesso titolo in qualità di custode della sacra reliquia.

#### IlParsifaldi Eschenbach
Una successiva interpretazione del Graal è quella che si trova nel Parzival di Wolfram von Eschenbach (1210), secondo il quale il Graal sarebbe una pietra magica (lapis exillis) che produce ogni cosa che si possa desiderare sulla tavola in virtù della sua sola presenza.
Questa pietra sarebbe caduta dalla corona di Lucifero, staccatasi precisamente nello scontro fra gli angeli del bene e del male, cadendo sulla Terra.

#### LaQueste del Saint-Graal
La cristianizzazione della leggenda del Graal è proseguita dalla Queste del Saint-Graal, romanzo anonimo scritto verso il 1220, probabilmente da un monaco, che identifica il Graal con la Grazia divina.

#### Ciclo arturiano

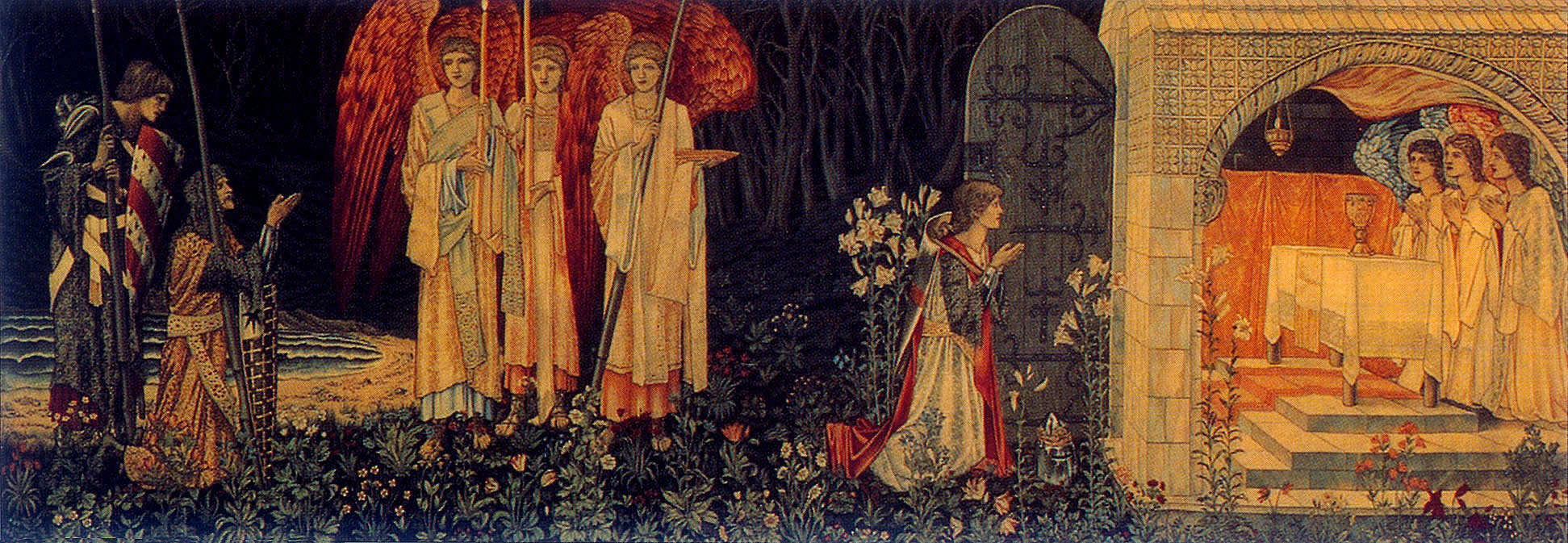
Galahad, Bohort e Parsifal alla scoperta del Graal, dipinto di William Morris (1890)

Vari cavalieri intrapresero la ricerca del Graal in racconti annessi al ciclo arturiano. Alcuni di questi racconti presentano cavalieri che ebbero successo, come Parsifal o Galahad; altri raccontano di cavalieri che fallirono nell'impresa per la loro impurità, come Lancillotto. Nell'opera di Wolfram von Eschenbach, il Graal fu messo in salvo nel castello segreto di Munsalvaesche (mons salvationis) o Montsalvat, affidato a Titurel, il primo re del Graal. Alcuni hanno identificato il castello con il Monastero di Montserrat in Catalogna.
Anche la storia del Re pescatore, legata al Graal da Chrétien de Troyes, fu più tardi incorporata nel ciclo arturiano. In principio il racconto del re pescatore fu un episodio inserito prima dell'arrivo di Parsifal a Camelot, per poi evolvere in una esplicita ricerca del Graal da parte dei dodici cavalieri della Tavola Rotonda.
La leggenda del Graal è riportata successivamente in racconti popolari gallesi, dei quali il Mabinogion è il più vecchio dei manoscritti sopravvissuti (XIII secolo). Esiste anche un poema inglese Sir Percyvelle del XV secolo. In seguito le leggende di re Artù e del Graal furono collegate nel XV secolo da Thomas Malory nel Le Morte d'Arthur (anche chiamato Le Morte Darthur) che diede al corpus della leggenda la sua forma classica.

## Significati esoterici
Secondo René Guénon, il Graal simboleggia l'integrità della Tradizione iniziatica, cioè di una sapienza perenne, e il suo smarrimento il carattere nascosto di quest'ultima, che può essere ritrovata solo da chi ne possegga le chiavi. Egli accenna in proposito a un duplice significato:
(René Guénon, Il Re del mondo, cap. 5, trad. it. di Arturo Reghini)
Per Julius Evola si tratta anche di un simbolo della spiritualità ghibellina, di natura regale e guerriera, contrapposta alla religiosità exoterica di tipo ecclesiastico.

### Simbolismo del Sole e della Luna

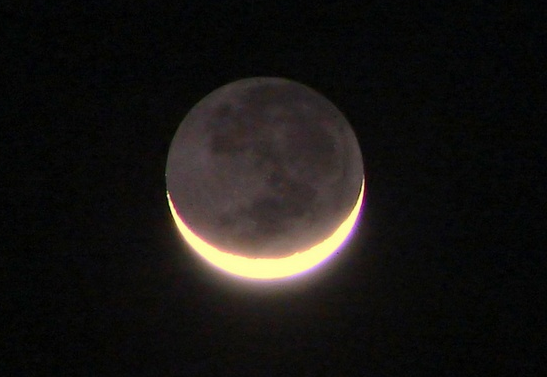
Falce di Luna, usata in ambito rosacrociano come simbolo del Graal

Sempre in ambito esoterico, il dualismo di significati del Graal è stato ricondotto tra i Rosacroce anche all'iconografia medievale della discesa del Cristo-Sole nel calice della Luna.
Rudolf Steiner, ad esempio, collega l'immagine del Graal presentato nel Parsifal col mistero dell'eucaristia, sia a livello macrocosmico che microcosmico. Come l'eremita indicò a Parsifal la via del Graal nei giorni precedenti la Pasqua, periodo in cui, ad ogni Venerdì Santo, un'ostia discende dal Cielo, così l'umanità viene indirizzata al simbolo astronomico della Luna che si fa coppa per accogliere lo Spirito del Sole. La falce dorata di Luna che riflette i raggi solari, infatti, sorregge sopra di sé gli influssi invisibili del Sole penetrati attraverso la materia nella parte lunare in ombra. La luce fisica che viene respinta delinea la coppa del Graal, quella spirituale occulta invece viene accolta nel disco oscuro a formare l'Ostia sacra.

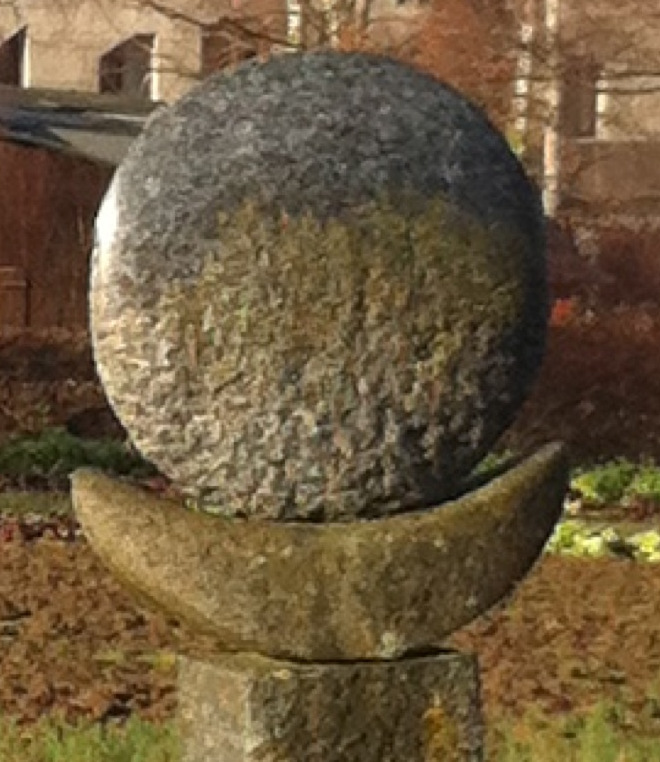
Scultura nei pressi del tempio esoterico del Goetheanum, a Dornach in Svizzera, che raffigura l'iconografia della coppa lunare sormontata dal Sole

Non a caso la Pasqua fu stabilita nella domenica dopo la prima luna piena di primavera, che descrescendo verso la falce inizia a scomparire rivelando in maniera occulta il Cristo-Sole, entrato viceversa nella sua fase ascendente dell'anno.
(Rudolf Steiner, cit. da Cristo e il Mondo spiritualeLa ricerca del Santo Graal, conferenza del 2 gennaio 1914, O.O. n. 149, Milano, Antroposofica, 1996)
La carne e il sangue di Cristo sono per Steiner i due sacrifici con cui il suo Spirito si riversa nel Graal: il grano assomma in sé le forze cosmiche che sin dalle origini hanno agito sulla Terra, e la cui assunzione viene fatta in ricordo del Logos primigenio, «in memoria di Me»; il vino rappresenta invece la «Nuova Alleanza», il sangue accolto come un seme dalla Terra, la quale si fa essa stessa vaso, destinato a contenere lo Spirito del Sole, diventando il nuovo centro del cosmo. Da questo germe nascerà l'archetipo spiritualizzato dell'essere umano, non più legato alla materialità del grano.
Steiner aggiunse che allo spirito cristico del Graal si contrappone l'influsso simboleggiato nel Medioevo dal mago nero Klingsor (l'avversario del Parsifal). Queste due forze avevano anche un corrispettivo geografico: la prima emanava da un picco detto «Monsalvato» sui Pirenei, mentre «l'ostilità al Graal era concentrata nella fortezza di Iblis a Kalot Enbolot», identificata col castello di Caltabellotta in Sicilia.

## Interpretazioni recenti

### Il Graal comesangue realedi Gesù
Secondo il best seller Il sacro Graal di Michael Baigent, Richard Leigh e Henry Lincoln, un libro del 1982, l'etimologia "sang real" del termine «Graal» si riferirebbe a una discendenza di sangue di Gesù, che sposato con Maria Maddalena avrebbe avuto un figlio da lei. La tribù dei Franchi, da costei raggiunti in Provenza, non sarebbero stati altro che i discendenti della tribù ebraica di Beniamino nella diaspora, ed i Merovingi, i primi re dei Franchi, proprio a causa della loro origine da Maddalena avrebbero avuto l'appellativo di re taumaturghi, ovvero guaritori, per la loro facoltà di guarire gli infermi con il solo tocco delle mani, come il Gesù dei vangeli.
Questa tesi ha dato lo spunto a moltissimi altri testi sulla "linea di sangue del Graal" (tra cui il romanzo Il codice da Vinci), ma non è suffragata da alcuna fonte storica a parte l'ovvia citazione della famosa leggenda medievale dello sbarco della Maddalena in Francia, resa popolare da Jacopo da Varazze nella Legenda Aurea.
La tesi nasce tra il 1969 e il 1970. Lincoln, un attore e documentarista inglese, entrò in contatto con il trio de Chérisey - Plantard - de Sède (che avevano dato origine al controverso Priorato di Sion) e decise di riscrivere la storia de L'Or de Rennes in una forma più adatta al pubblico di lingua inglese, presentandola prima in tre documentari trasmessi dalla BBC tra il 1972 e il 1979 e poi in un libro pubblicato nel 1982 con l'aiuto di Michael Baigent e Richard Leigh.
Lincoln si rese conto che a chi spettasse il titolo di pretendente al trono di Francia era di scarso interesse per il pubblico inglese. Nello stesso tempo era stato introdotto da Plantard nel piccolo mondo delle organizzazioni esoteriche francesi dove aveva conosciuto Robert Ambelain (1907-1997), figura notissima di questo ambiente e autore di libri su astrologia, divinazione, profezie, tradizioni iniziatiche. Nel 1970 Ambelain aveva pubblicato Jésus ou Le mortel secret des templiers (edito da Robert Laffont a Parigi), in cui sosteneva che Gesù Cristo aveva una compagna, pur non essendo legalmente sposato, e identificava questa «concubina» in Salomè, una discepola citata nel vangelo di Tommaso, uno dei vangeli gnostici ritrovati a Nag Hammadi. Lincoln fuse la narrazione del matrimonio di Gesù ricavata da Ambelain con quella dei Merovingi di Plantard e «rivelò» che i Merovingi protetti dal Priorato di Sion sono importanti, ben al di là della rivendicazione del trono di Francia, perché discendono da Gesù Cristo e dalla Maddalena. Anche l'appellativo di "re taumaturghi" risulta assai dubbio: in realtà i Merovingi vennero chiamati "re fannulloni", mentre il primo accenno storico di re taumaturgo è riferito a Enrico I di Francia, terzo re della terza dinastia di re francesi, i Capetingi, che si racconta guarisse la scrofola con l'imposizione delle mani.

### Il Graal e la Sindone
Recentemente lo storico Daniel Scavone ha avanzato l'ipotesi che il Graal fosse in realtà la Sindone.
Egli ipotizza che la leggenda del Graal sia stata ispirata dalle frammentarie notizie giunte in Occidente di un oggetto legato alla sepoltura di Gesù e che ne "conteneva" il sangue; queste notizie vennero poi forse fuse con le leggende preesistenti che parlavano di una coppa o un piatto.
A supporto di questa teoria Scavone nota che, secondo alcune fonti, il Graal offriva una particolare "visione" di Cristo nella quale egli appariva prima come bambino, poi via via più grande, infine adulto: egli ipotizza che queste fonti riportassero, in modo impreciso, un rituale nel quale la Sindone veniva dispiegata gradualmente e la sua immagine era resa visibile, man mano che il rito procedeva, in misura sempre maggiore, fino ad essere mostrata nella sua interezza.
Inoltre, secondo le sue ricerche, la notizia secondo la quale Giuseppe d'Arimatea avrebbe raggiunto la Gran Bretagna deriverebbe da un'errata lettura della parola Britio, nome del palazzo reale di Edessa (dove, secondo molti storici, la Sindone si trovava tra il VI e il X secolo), che sarebbe stata fraintesa per Britannia.

## I luoghi del Graal
Già nel Medioevo esistono testimonianze relative al luogo dove sarebbe conservato il Graal. Le più importanti sono:
1. La fonte più antica sulla coppa dell'Ultima Cena parla di un calice argenteo a due manici che era rinchiuso in un reliquiario di una cappella vicino a Gerusalemme, tra la basilica del Golgota e il Martirio. Questo Graal appare solamente nel racconto di Arculfo, un pellegrino anglo-sassone del VII secolo, che l'avrebbe visto ed anche toccato. Questa è la sola testimonianza che il calice fosse conservato in Terra Santa.
2. Un'altra fonte della fine del XIII secolo parla di una copia del Graal a Costantinopoli. La testimonianza si trova nel romanzo tedesco del XIII secolo Titurel il giovane. Questo Graal sarebbe stato trafugato dalla chiesa del Boucoleon durante la quarta crociata e portato da Costantinopoli a Troyes da Garnier de Trainel, decimo vescovo di Troyes, nel 1204. Viene ricordato lì ancora nel 1610, ma sarebbe scomparso durante la Rivoluzione francese.
3. Dei due calici sopravvissuti fino ad oggi e creduti essere il Graal, uno si trova a Genova, nel Museo del tesoro della cattedrale di San Lorenzo, presso l'omonima cattedrale, riportato da Guglielmo Embriaco al ritorno dalla Prima crociata.[32] La coppa esagonale genovese è conosciuta come il Sacro Catino. Il calice è di vetro egiziano verde e la tradizione vuole che sia stato intagliato in uno smeraldo; tuttavia fu portato a Parigi dopo la conquista napoleonica dell'Italia e tornò rotto, rivelando in effetti la struttura in vetro verde. La sua origine è incerta; secondo Guglielmo di Tiro, che scrive verso il 1170, fu trovato nella moschea a Cesarea nel 1101. Secondo un'altra versione di una cronaca spagnola, fu trovato quando Alfonso VII di Castiglia prese Almería ai Mori nel 1147 con l'aiuto genovese; questi in cambio avrebbero voluto solo questo oggetto dal saccheggio di Almeria. L'identificazione del sacro catino con il Graal non è comunque tarda, dato che si trova nella cronaca di Genova scritta da Jacopo da Varagine, alla fine del XIII secolo.
4. L'altro calice identificato con il Graal è il santo cáliz, una coppa di agata conservata nella cattedrale di Valencia.[33] Essa è posta su un supporto medievale e la base è formata da una coppa rovesciata di calcedonio. Sopra vi è incisa un'iscrizione araba. Il primo riferimento certo al calice spagnolo è del 1399, quando fu dato dal monastero di San Juan de la Peña al re Martino I di Aragona in cambio di una coppa d'oro. Secondo la leggenda, il calice di Valencia sarebbe stato portato a Roma da San Pietro. Legata a queste vicende (il santo caliz di Valencia e il monastero di San Juan de la Pena) vi è anche l'ipotesi che tali reliquie siano legate alle vicende del naufragio della Nave Bianca[34] ed a Rotrou conte di Perché.[35]

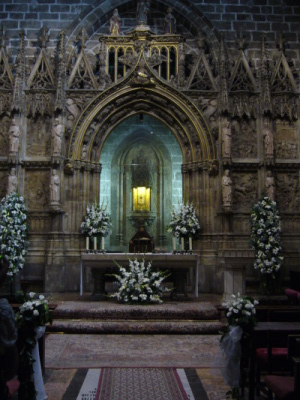
Il santo cáliz della Cattedrale di Valencia

In tempi moderni vi è stata una fiorente speculazione sul luogo dove potrebbe essere custodito il Graal e sono state fatte varie ipotesi:

### Albania
- Valona, in Albania[senza fonte].

### Argentina
- Meseta di Somuncurá, nel deserto Patagonico, in Argentina. Secondo la fondazione Delphos, i templari arrivarono in Patagonia grazie a delle mappe create secoli prima dai fenici. Partirono da La Rochelle per arrivare in Patagonia e fondarono città che poi le leggende indigene chiamarono "città dei Cesari". Oltre alle leggende indigene, furono trovati reperti archeologici, tra i quali una pietra con scolpita una croce templare.[36]

### Canada
- Isola di Oak, in Canada[senza fonte].

### Finlandia
- Sotto la chiesa di Naantali, in Finlandia[senza fonte].

### Francia
- Castello di Gisors, in Francia, dove lo avrebbero portato i Cavalieri templari[senza fonte].
- Castello di Montségur, in Francia, dove lo avrebbero custodito i Catari[senza fonte].
- Chiesa di Santa Maria Maddalena di Rennes-le-Château, in Francia, dove fu ritrovata la Punta della "Lancia del Destino", che trafisse il costato di Gesù.[senza fonte].
- Abbazia della Santissima Trinità di Fécamp, in Francia.[37]

### Iran
- Takht-I-Sulaiman, in Iran, uno dei principali centri del culto zoroastriano[senza fonte].

### Italia
- Vico del Gargano, in Puglia, a mani dei Frati Cappuccini consegnato da PadrePio a Frate Cristoforo di Vico del Gargano.[38]
- Castel del Monte, ad Andria, in Puglia.[39][40]
- Maschio Angioino, a Napoli.[41]
- Cattedrale di Bari, sul cui portale si trova un'immagine di Re Artù[senza fonte].
- Sirmione, portato dai catari dalla Francia e poi smarrito con il rogo di Verona[senza fonte].
- Disperso in val Codera, in Lombardia.[42]
- Sepolto in un profondo pozzo nei dintorni di Aquileia, il Puteum aureo[senza fonte].
- Chiesa della Gran Madre di Torino[senza fonte].
- Basilica di San Lorenzo fuori le mura, a Roma.[43]
- Nella Cappella di San Galgano a Montesiepi, in Toscana.[44]
- Nella Cappella di San Francesco d'Assisi della Chiesa di San Panfilo in Villagrande di Tornimparte[senza fonte].
- Sotto la Basilica di Santa Maria di Collemaggio, a L'Aquila.[45]
- Genova,[46] già menzionata sopra.
- Luni.[47]

### Portogallo
- Nei sotterranei del Convento di Cristo a Tomar, in Portogallo[senza fonte].

### Regno Unito
- Cappella di Rosslyn, in Scozia[senza fonte].
- Glastonbury, in Inghilterra, dove sarebbe stato portato da Giuseppe di Arimatea[senza fonte].

### Spagna
- Cappella del Santo Calice della Cattedrale di Valencia, in Spagna[senza fonte].
- Il cáliz de Doña Urraca al museo del Panteon di San Isidoro a León, in Spagna[48].

## Il Graal nella letteratura classica
- Le Roman de Perceval ou le conte du Graal, opera di Chrétien de Troyes, 1180, considerata la prima opera letteraria facente cenno al Sacro Graal.
- Storia di re Artù e dei suoi cavalieri, opera di Thomas Malory, 1485.

## Il Graal nella letteratura contemporanea
- Gli assassini del Graal (The Grail Murders), romanzo giallo storico di Paul Doherty, 1993.
- Il codice da Vinci (The Da Vinci Code), romanzo di Dan Brown, 2003, che sostiene l'ipotesi di Baigent, Leigh e Lincoln. Dal romanzo fu tratto l'omonimo film.
- Al Graal si accenna più o meno diffusamente in Il pendolo di Foucault e Baudolino di Umberto Eco.
- L'arciere del re, Il cavaliere nero, La spada e il calice, trilogia di Bernard Cornwell.
- Il calice della vita (The Resurrection Maker), romanzo di Glenn Cooper, 2013.
- Nel romanzo I senza cuore di Giuseppe Conte (Giunti Editore, Firenze 2019)

## Riferimenti nella cultura di massa

### Filmografia
| Anno | Film                                    | Regia            | Note    |
| ---- | --------------------------------------- | ---------------- | ------- |
| 1974 | Lancillotto e Ginevra (Lancelot du Lac) | Robert Bresson   |         |
| 1975 | Monty Python e il Sacro Graal           | Monty Python     |         |
| 1981 | Excalibur                               | John Boorman     |         |
| 1989 | Indiana Jones e l'ultima crociata       | Steven Spielberg |         |
| 1991 | La leggenda del re pescatore            | Terry Gilliam    |         |
|      | Merlino e l'apprendista stregone        | David Wu         | film TV |
| 2006 | Il codice da Vinci                      | Ron Howard       |         |

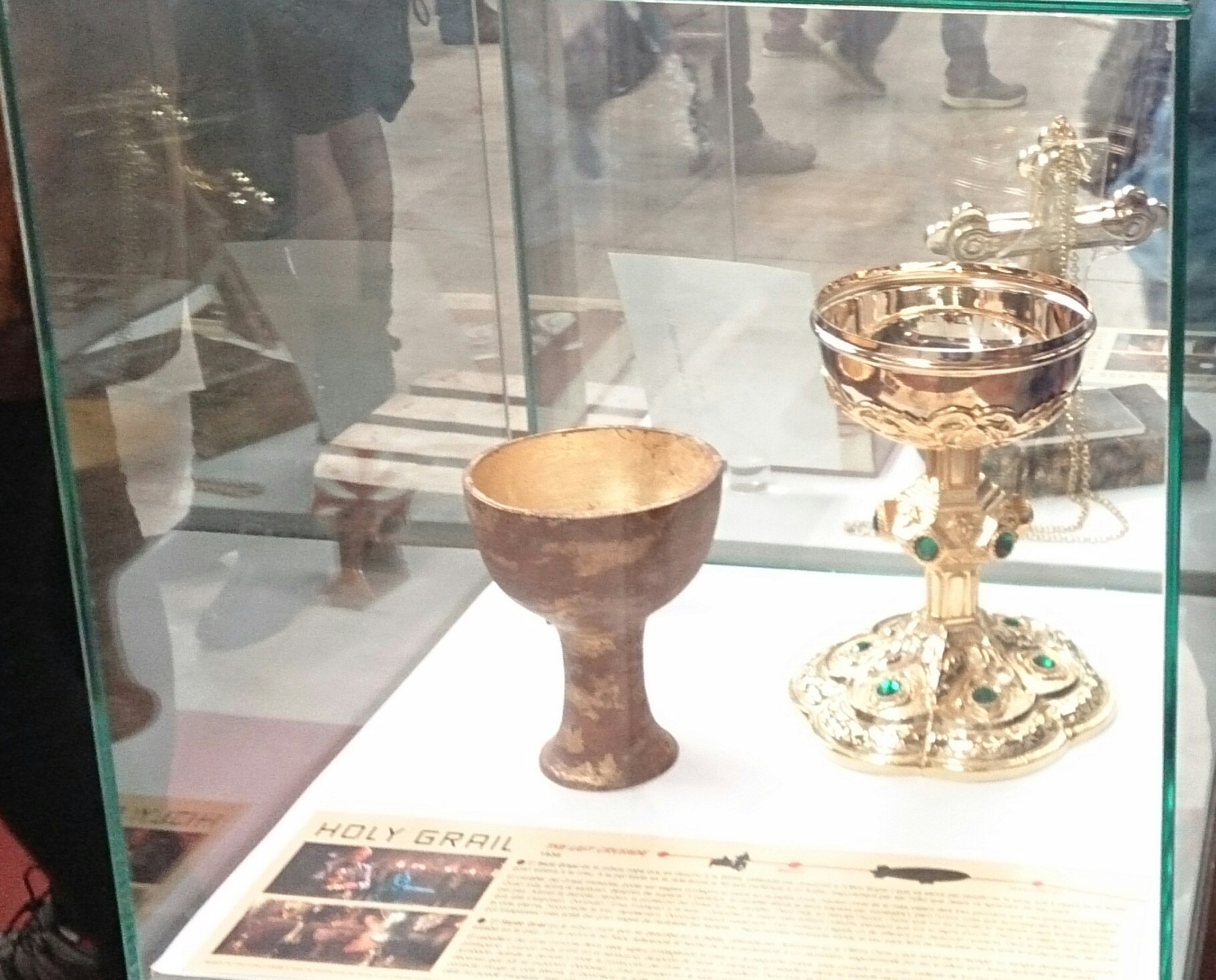
Replica del Graal dal film del 1989 Indiana Jones e l'ultima crociata.

Dall'ottobre del 2005 all'aprile del 2006 il canale satellitare MarcoPolo (piattaforma Sky) ha curato un programma di approfondimento sulla storia del Sacro Graal titolato "La Regola" supervisionato dal noto storico Franco Cardini. Nell'appendice del libro "Lapsit Gradalis: il libro giusto" , 2008, scritto da uno degli inviati, Paolo Pettinato, è riportata un'accurata cronologia cinematografica che segue la storia del Graal dall'ultima cena ai giorni nostri.
Nel telefilm Stargate SG-1 il Sacro Graal è un'arma costruita da Merlino per annientare gli Ori, razza che professa una religione fondamentalista e si contrappone agli Antichi.
Nella visual novel, manga e anime Fate/Stay Night l'intera storia ruota attorno al mitico Graal che può realizzare qualunque desiderio che sarà espresso dal vincitore della Guerra.
Librarian 3 - La maledizione del calice di Giuda con Noah Wyle.
Knightfall, fiction televisiva in onda su History, 2017/2018.
Sebbene nel doppiaggio italiano venga chiamato "Coppa Lunare", il Graal appare nella serie Sailor Moon e il cristallo del cuore.
Un episodio della serie Babylon 5, intitolato Il Calice Sacro, mostra un uomo, Aldous Gajic, che è alla ricerca del Graal.
Nel film The nun, il sacro Graal viene utilizzato per sconfiggere il demone Valak.

### Musica
- In fernem Land (o il Racconto del Graal), aria di Lohengrin, nell'omonima opera di Richard Wagner, 1850.
- Parsifal, opera di Richard Wagner, 1882.
- Mystère, canzone della cantautrice francese Nolwenn Leroy, ispirato al Graal e pubblicata nel suo album del 2005 Histoires Naturelles ("Mais comment ai-je pu trouver normal / Que le Graal ne soit que de métal ?").

### Giochi da tavolo
- Il Graal è uno degli oggetti più importanti della saga di Tainted Grail, gioco da tavolo di Krzysztof Piskorski e Marcin Świerkot, prodotto dalla Awaken Realms nel 2019[49].